# نوری دمیراق
نوری دمیراق (انگلیسی: Nuri Demirağ؛ ۱۸۸۶ – ۱۹۵۷) یک تاجر و سیاست‌مدار اهل ترکیه بود. او یکی از اولین میلیونرهای ترکیه بود.